# Längsachse
Als Längsachse wird in der Technik, der Biologie und anderen Wissenschaften jene Achse eines Körpers bezeichnet, die der Richtung seiner größten Ausdehnung entspricht. Häufig ist die Längsachse auch eine annähernde Symmetrieachse des Körpers. Bei Fahrzeugen zeigt die Längsachse nach vorn.

## Anwendungsbeispiele
Handelt es sich bei dem Körper um ein Luft- oder Wasserfahrzeug, wird stattdessen auch von seiner Rollachse (engl. roll axis), bei einem Landfahrzeug dagegen von dessen Wankachse gesprochen. Der Kippwinkel heißt Rollwinkel (englisch bank angle), oder Wankwinkel, die Bewegung bei Luft- oder Wasserfahrzeugen auch Rollen, bei Landfahrzeugen dagegen Wanken genannt wird. Kommen andere Bewegungskomponenten hinzu, spricht man von „Vibration“, „Torkeln“, „Eiern“ oder ähnlichen Begriffen der Umgangssprache.
Im Bauwesen und im Verkehrswegebau wird ein Schnitt in Richtung der Längsachse – der sogenannten Trasse – als Längsschnitt bezeichnet. Er ist vor allem für die grafische Darstellung der Neigung entlang des Verkehrsweges (und für gewisse Einbauten) wichtig, während die Überhöhung bzw. Querneigung in Querschnitten dargestellt wird.
Die Drehung technischer Achsen bzw. Wellen erfolgt in der Regel um ihre Längsachse.
Bei Rotationen von Himmelskörpern hingegen erfolgt die Drehbewegung in der überwiegenden Anzahl der Fälle um die kürzeste Achse. Die Physik und Mechanik spricht in diesem Zusammenhang von der Achse des größten Trägheitsmoments.